# Công nhận các cặp cùng giới ở Síp
Síp đã công nhận kết hợp dân sự kể từ ngày 9 tháng 12 năm 2015 bằng cách cho phép các cặp cùng giới tham gia kết hợp dân sự (tiếng Hy Lạp: πολιτική συμβίωση). Dự luật thiết lập kết hợp dân sự đã được Quốc hội Síp chấp thuận vào ngày 26 tháng 11 năm 2015. Luật này có hiệu lực vào ngày 9 tháng 12 năm 2015 sau khi được công bố chính thức của đất nước.

## Kết hợp dân sự
Năm 2010, Bộ trưởng Thường trực tại Bộ Nội vụ Síp, Lazaros Savvides, chỉ ra rằng Chính phủ sẽ bắt đầu kiểm tra vấn đề liệu hôn nhân cùng giới có nên được hợp pháp hóa ở nước này hay không.
Điều này được tiếp nối vào năm 2013 bởi một thông báo của Bộ trưởng Nội vụ, Eleni Mavrou, rằng các quan chức của bà đang làm việc trong một dự luật quốc hội đề xuất việc tạo ra quan hệ đối tác dân sự, thay vì mở rộng quyền kết hôn với các cặp cùng giới. Chính phủ Síp sau đó đã chấp nhận dự thảo luật. Vào tháng 3 năm đó, Tổng thống mới được bầu Nicos Anastasiades và Chính phủ của ông đã tái khẳng định sự ủng hộ của họ đối với dự luật. Vào tháng 11 năm 2013, Bộ trưởng Nội vụ, Socratis Hasikos, đã xác nhận rằng dự luật vẫn nằm trong chương trình nghị sự của Chính phủ, với một dự thảo được soạn thảo và gửi đến các Bộ khác để xem xét. Ý định là tổ chức một cuộc bỏ phiếu của quốc hội vào tháng 4 năm 2014, nhưng đến tháng 6 năm 2014, dự luật vẫn chưa được đệ trình. Theo Thư ký thường trực của Bộ, Constantinos Nicolaides, dự luật đáng lẽ đã được hoàn thành vào tháng 4, nhưng vẫn đang được soạn thảo. Vào tháng 7 năm 2014, Bộ trưởng Nội vụ Socratis Hasikos đã làm rõ rằng một dự luật được đề xuất sẽ cần sự đồng thuận từ tất cả các bên trước khi tiến lên. Ông đã đưa cho tất cả các bên một bản sao của dự luật và yêu cầu họ nghiên cứu kịp thời cho cuộc họp thứ hai vào cùng tháng 9. Hasikos nhấn mạnh rằng ông sẽ không tổ chức bỏ phiếu cho đến khi ông chắc chắn tất cả các bên đều ủng hộ.
Vào tháng 3 năm 2014, người đứng đầu Giáo hội Chính thống ở Cộng hòa Síp, Đức Tổng Giám mục Chrysostomos II đã báo hiệu sự phản đối của ông về kế hoạch giới thiệu kết hợp dân sự hoặc quyền kết hôn, kêu gọi các nhà thờ chống lại đồng tính luyến ái và cáo buộc các chính phủ thế tục "làm suy yếu đạo đức". quyền bình đẳng đối với người đồng tính: "Chẳng hạn, khi các chính phủ hợp pháp hóa không chỉ kết hợp dân sự đơn thuần mà cả hôn nhân đồng tính", Giáo hội phải không có lý do lên án đồng tính luyến ái."
Vào ngày 6 tháng 5 năm 2015, Nội các Síp đã phê chuẩn dự luật thỏa thuận chung sống trung lập về giới với nhiều quyền của hôn nhân. Vào ngày 6 tháng 6 năm 2015, đảng cầm quyền DISY tuyên bố ủng hộ luật hợp tác. Dự luật đã có lần đọc đầu tiên vào ngày 18 tháng 6 năm 2015. Vào ngày 1 tháng 7 năm 2015, Nghị viện đã quyết định đổi tên chương trình công nhận đối tác được đề xuất thành sống thử dân sự. Lần đọc thứ hai dự kiến ban đầu được tổ chức vào ngày 9 tháng 7, nhưng đã bị hoãn lại cho đến mùa thu. Dự luật đã có lần đọc thứ hai và thứ ba vào ngày 26 tháng 11 năm 2015 và được thông qua trong một cuộc bỏ phiếu 39-12, với 3 phiếu trắng. Nó được xuất bản trong công báo chính thức vào ngày 9 tháng 12 năm 2015 và có hiệu lực khi xuất bản.

### Thống kê

Luật về hôn nhân cùng giới trên đảo Síp
Hôn nhân cùng giới hợp pháp (chỉ trong số các công dân Anh)
Kết hợp dân sự
Không được công nhận
Vùng đệm của Liên hợp quốc

Kết hợp dân sự đầu tiên của đất nước đã được đăng ký vào ngày 29 tháng 1 năm 2016 bởi hai người phụ nữ. Buổi lễ công khai đầu tiên được tổ chức vào ngày 4 tháng 3 năm 2016 bởi hai người đàn ông ở thủ đô Nicosia.
Đến ngày 18 tháng 4 năm 2016, tám người sống chung đồng tính đã được đăng ký.
Từ tháng 1 đến tháng 10 năm 2016, khoảng 70 cặp cùng giới đã đăng ký kết hôn tại nước này.
Kết hợp dân sự cũng rất phổ biến trong các cặp vợ chồng khác giới. Chẳng hạn, đến tháng 8 năm 2017, các cặp vợ chồng dị tính chiếm khoảng 70% tất cả các cặp vợ chồng, trong khi các cặp cùng giới chiếm 30% còn lại.